# Semiothisa indentata
Semiothisa indentata là một loài bướm đêm trong họ Geometridae.